# Tenure (feodaal recht)
In het feodalisme was tenure (houderschap, van het Latijn tenere, houden) een eigendomsverhouding waarbij de rechten op onroerend goed, in het bijzonder grond, verdeeld waren tussen de tenuregever en de tenurehouder (Frans: tenancier; Engels: tenant). De eerste had oorspronkelijk een naakte eigendom en de tweede een vruchtgebruik. Binnen het leenheerlijk stelsel bestonden diverse vormen van tenure.
De oorsprong van de tenure lag in de Frankische tijd, toen allodia door hun eigenaars werden omgezet door middel van contracten met zakelijke inslag. Zo konden ze gebruiksrechten over grond afstaan aan hun vazallen, maar omgekeerd zochten vrije lieden ook bescherming door de blote eigendom over hun land af te staan aan lokale machthebbers. Wereldlijke tenuregevers gebruikten een beneficium-contract en kerkelijke tenuregevers een precarium-contract. Het deel van een heerlijkheid waarop geen tenures rustten, heette het vroonhof. 
Aanvankelijk waren de tenurehouders vrij, maar het duurde niet lang alvorens ook met onvrije laten of lijfeigenen tenurecontracten werden afgesloten. De beide groepen waren niet op dezelfde manier onderworpen aan de heerlijke rechten: waar de domaniale rechten alleen golden voor de onvrije tenurehouders (bv. corvee, cijns, dode hand), waren de gezagsrechten zowel op vrije als op onvrije tenurehouders van toepassing (bv. banrechten, taille).
Daarnaast evolueerden tenurecontracten van beperkt in de tijd (voor een aantal jaar of hoogstens voor het leven) tot erfelijk en dus onbeperkt (de standaard vanaf de 9e eeuw). Er deed zich een verzakelijking voor waarbij tenures mochten worden vervreemd, zij het onder een soort voorkooprecht (retrait féodal). Door deze evoluties kon men niet langer spreken over een vruchtgebruik en herconceptualiseerden de 13e-eeuwse juristen de tenure vanuit het dominium-begrip. De rechten van de tenuregever werden omschreven als dominium directum (directe eigendom) en deze van de tenurehouder als dominium utile (economische eigendom). 
Door de Franse Revolutie kwam een einde aan de feodaliteit en haar pluriforme eigendomsconcept gestoeld op persoonlijke banden. De tenures ruimden plaats voor een absoluut en exclusief eigendomsrecht, waarbij de volle eigendom toeviel aan de tenurehouders.
In de common law heeft land tenure nog steeds belang.